# Canton de Maillezais
Le canton de Maillezais est une ancienne division administrative française située dans le département de la Vendée et la région des Pays-de-la-Loire.
Créé en 1790, il est supprimé en avril 2015 à la suite d’un découpage cantonal opéré en 2014.

## Histoire
Sous la Révolution française, pendant la mise en œuvre des décrets de l’Assemblée nationale concernant la division du royaume en 83 départements (15 janvier et 16 février 1790), un décret particulier du 26 janvier 1790 porte implicitement création du canton au sein du district ; les textes de la Constituante sont par la suite ordonnés dans des lettres patentes de Louis XVI données le 4 mars 1790. La division admet alors un chef-lieu fixé dans la municipalité de Maillezais.
En 1792, la commune de Challais est absorbée par celle de Saint-Pierre-le-Vieux.
Le maintien du canton est projeté dans la loi concernant la division du territoire de la République et l’administration du 28 pluviôse an VIII (17 février 1800). Aussi, en vertu de l’arrêté du 9 brumaire an X (31 octobre 1801), huit communes rejoignent le canton (Benet, Bouillé, Courdault, Doix, Lesson, Saint-Sigismond, Sainte-Christine et Vix).
Le 6 décembre 1827, les communes de Bouillé et de Courdault fusionnent pour former celle de Bouillé-Courdault.
Le 19 juin 1889, la commune du Mazeau est érigée à partir de parcelles de celle de Saint-Sigismond.
Les limites du canton sont modifiées après une loi du 29 mai 1961 par laquelle sont attribuées à la commune de Nieul-sur-l’Autise (canton de Saint-Hilaire-des-Loges) des parcelles de celle de Saint-Pierre-le-Vieux.
Le 1er janvier 1973, les communes de Lesson et de Sainte-Christine sont associées à celle de Benet.
| Janvier 1790 | 1792 | Octobre 1801 | Décembre 1827 | Janvier 1889 | Janvier 1973 |
| ------------ | ---- | ------------ | ------------- | ------------ | ------------ |
| 6            | 5    | 13           | 12            | 13           | 11           |

## Géographie

### Situation administrative
Administrativement, le canton se situe au sein du département de la Vendée, dans le district de Fontenay-le-Comte de 1790 à 1795. À partir de la loi concernant la division du territoire de la République et l’administration (17 février 1800), le canton relève du troisième arrondissement départemental, baptisé, au sens de l’arrêté du 9 brumaire an X (31 octobre 1801), « arrondissement de Fontenay ».

### Surfaces et altitudes
| Commune               | Surface (ha) | Altitude (m) | Altitude (m) |
| Commune               | Surface (ha) | Mini         | Maxi         |
| --------------------- | ------------ | ------------ | ------------ |
| Benet                 | 5 030        | 1            | 84           |
| Bouillé-Courdault     | 976          | 2            | 22           |
| Damvix                | 1 151        | 0            | 10           |
| Doix                  | 1 343        | 1            | 18           |
| Liez                  | 848          | 1            | 15           |
| Maillé                | 1 768        | 1            | 13           |
| Maillezais            | 2 049        | 1            | 18           |
| Le Mazeau             | 832          | 1            | 12           |
| Saint-Pierre-le-Vieux | 2 332        | 0            | 25           |
| Saint-Sigismond       | 1 037        | 1            | 11           |
| Vix                   | 2 882        | 0            | 34           |

## Composition

### Découpage du26 janvier 1790
| Municipalité           | Période   | Réf. |
| ---------------------- | --------- | ---- |
| Challais               | 1790-1792 |      |
| Damvix                 | 1790-1801 | ,    |
| Maillé                 | 1790-1801 | ,    |
| Maillezais (chef-lieu) | 1790-1801 | ,    |
| Saint-Pierre-le-Vieux  | 1790-1801 | ,    |
| Vye                    | 1790-1801 | ,    |

### Découpage du 9 brumaire anX
| Commune                | Période   | Réf.        |
| ---------------------- | --------- | ----------- |
| Benet                  | 1801-2015 | ,           |
| Bouillé                | 1801-2015 | ,           |
| Courdault              | 1801-1827 | ,           |
| Damvix                 | 1801-2015 | ,           |
| Doix                   | 1801-2015 | ,           |
| Lesson                 | 1801-1972 | ,           |
| Lié                    | 1801-2015 | ,           |
| Maillé                 | 1801-2015 | [ Cass. 2 ] |
| Maillezais (chef-lieu) | 1801-2015 | ,           |
| Saint-Pierre-le-Vieux  | 1801-2015 | ,           |
| Saint-Sigismond        | 1801-2015 | ,           |
| Sainte-Christine       | 1801-1972 | ,           |
| Vix                    | 1801-2015 | ,           |

## Représentation

### Conseillers d'arrondissement (de 1833 à 1940)
| Période                                  | Période | Identité                                 | Étiquette   | Qualité |
| ---------------------------------------- | ------- | ---------------------------------------- | ----------- | --- |
| 1833                                     | 1836    | Léonidas Baron, dit Baron-Latouche       | Gauche      | Avocat, propriétaire à Maillezais                                                                           |
|                                          |         |                                          |             | |
| 1842                                     | 1848    | Léonidas Baron, dit Baron-Latouche       | Gauche      | Avocat propriétaire à Maillezais, député (1844-1848)                                                        |
| 1848                                     |         | M. Biré                                  |             | Docteur en médecine à Vix                                                                                   |
|                                          |         |                                          |             | |
| av.1884                                  |         | Pierre René Benjamin Garnier (1845-1901) |             | Principal clerc de notaire à Luçon, suppléant du juge de paix                                               |
|                                          |         |                                          |             | |
| 1898                                     | 1910    | Pierre Thibaudeau                        | Républicain | Maire de Liez                                                                                               |
| 1910                                     | 1928    | André Puiroux (1876-1936)                | Radical     | Notaire, maire de Vix                                                                                       |
| 1928                                     | 1934    | M. Veillet                               | Radical     | Médecin |
| 1934                                     | 1940    | Jean Fleury                              | RG          | Éleveur, maire de Benet                                                                                     |
| 1940                                     |         |                                          |             | Les conseils d'arrondissement ont été suspendus par la loi du 12 octobre 1940 et n'ont jamais été réactivés |
| Les données manquantes sont à compléter. |         |                                          |             | |

### Conseillers généraux de 1833 à 2015
Le canton de Maillezais est la circonscription d’élection d’un des membres du conseil général de la Vendée, désigné lors des élections cantonales.
| Période                      | Période                       | Identité               | Étiquette       | Qualité |
| ---------------------------- | ----------------------------- | ---------------------- | --------------- | --- |
| 14 novembre 1833             | 11 décembre 1836              | Jean-Baptiste Main     |                 | Docteur en droit Avocat à Fontenay |
| 11 décembre 1836             | 5 octobre 1848                | Jean-François Mouliade |                 | Propriétaire à Fontenay Avocat Conseiller d’arrondissement de Fontenay |
| 5 octobre 1848               | 26 août 1867                  | Léon-Hygin Vinet       |                 | Notaire à Fontenay-le-Comte Maire de Fontenay-le-Comte (1848-1863) |
| 26 août 1867                 | 23 octobre 1871               | Adolphe Laval          |                 | Percepteur |
| 23 octobre 1871              | 21 décembre 1877              | Henri Bontemps         | Républicain     | Notaire Maire de Vix (1870-1872) |
| 21 décembre 1877             | 20 août 1883                  | Charles Souchet        | Droite          | Propriétaire Maire de Maillezais (1865-1870 et 1877-1878) |
| 20 août 1883                 | 31 août 1883 (démissionnaire) | Henri Bontemps         | Républicain     | Notaire Maire de Vix (1877-1884) |
| 18 août 1884                 | 19 août 1889                  | Armand Robin           |                 | Docteur en médecine Maire de Chaix (1867-1905) |
| 19 août 1889                 | 19 août 1895                  | Adolphe Mion           | Droite          | Docteur en médecine à Vix |
| 19 août 1895                 | 12 mars 1906 (décès)          | Victor Parion          | Républicain     | Notaire à Vix |
| 20 août 1906                 | 12 octobre 1940               | Achille Daroux         | PR              | Médecin Conseiller municipal de Maillezais (1904-1953) Maire de Maillezais (1930-1935 et 1945-1953) Membre de la Chambre des députés (1932-1942), élu dans le deuxième circonscription de la Vendée |
| Vacance du siège (1940-1945) |                               |                        |                 | |
| 29 octobre 1945              | 7 décembre 1973               | Jean Fleury            | PCF DVG FGDS PS | Éleveur Maire de Benet (1933-1977), ancien déporté à Dachau, ancien conseiller d'arrondissement |
| 7 décembre 1973              | 27 mars 1998                  | Christiane Anger       | DVD RPR         | Présidente de l’association départementale des Logis de France Maire de Maillezais (1969-1989) Présidente de la communauté de communes Vendée-Sèvre-Autise (1993-1997)                              |
| 27 mars 1998                 | 31 mars 2011                  | Jean Tallineau         | DVD             | Hôtelier Maire de Maillezais (depuis 1995) |
| 31 mars 2011                 | 13 juin 2012                  | Daniel David           | PS              | Enseignant Maire de Benet (depuis 1995) |
| 20 septembre 2012            | 2 avril 2015                  | Daniel David           | PS              | Enseignant Maire de Benet (depuis 1995) |

Jean Fleury est l'unique conseiller général communiste élu en Vendée depuis l'existence du Parti communiste français.

## Démographie
| 1806   | 1821   | 1831   | 1836   | 1841   | 1846   | 1851   | 1856   | 1861   |
| ------ | ------ | ------ | ------ | ------ | ------ | ------ | ------ | ------ |
| 12 213 | 13 705 | 14 368 | 14 737 | 15 212 | 15 974 | 15 769 | 16 150 | 16 299 |

| 1866   | 1872   | 1876   | 1881   | 1886   | 1891   | 1896   | 1901   | 1906   |
| ------ | ------ | ------ | ------ | ------ | ------ | ------ | ------ | ------ |
| 16 575 | 15 607 | 15 917 | 15 838 | 15 790 | 15 667 | 15 464 | 14 967 | 14 476 |

| 1911   | 1921   | 1926   | 1931   | 1936   | 1946   | 1954   | 1962   | 1968  |
| ------ | ------ | ------ | ------ | ------ | ------ | ------ | ------ | ----- |
| 14 142 | 12 321 | 11 956 | 11 244 | 10 820 | 10 366 | 10 304 | 10 394 | 9 838 |

| 1975  | 1982   | 1990  | 1999   | 2006   | 2011   | - | - | - |
| ----- | ------ | ----- | ------ | ------ | ------ | - | - | - |
| 9 595 | 10 187 | 9 638 | 10 240 | 10 836 | 11 568 | - | - | - |